# Öldöklő vágyak
Az Öldöklő vágyak (Mortal Thoughts) egy 1991-es amerikai thriller. A filmet Alan Rudolph rendezte, a főszerepekben Demi Moore, Bruce Willis és Harvey Keitel láthatók.

## Történet
A történet főszereplője Cynthia Kellog (Demi Moore) fodrász és manikűrös, akinek gyerekkori barátnője Joyce (Glenne Headly). A film elején amatőr felvételeken láthatóak, amint kislányként együtt játszanak. Cynthia vallomástétel végett keresi fel John Woods (Harvey Keitel) nyomozót, aki James Urbanski (Bruce Willis) meggyilkolásának ügyében jár el. Woods és kollégája Linda Nealon kamerával rögzítik Cynthia vallomását. James Urbanskit felesége, Joyce ölte meg a rendőrség gyanúja szerint, jóllehet nem teljesen ok nélkül tehette, mert Urbanski durva férj volt, ivott és drogozott is, sőt tettleg bántalmazta a feleségét. Ennek ellenére a gyilkosság részletei cseppet sem világosak, különösen Cynthia érintettsége sem, akit láthatóan nyomaszt valami, mintha egy titok lapulnak lelke mélyén.
Cynthia a vallomását Joyce és James házasságkötésével kezdi. Elmondása szerint Joyce nem szerette igazán a férjét, csupán jó partynak találta. Az esküvőn is csúnyán veszekedtek, James meglehetősen illetlen megjegyzéseket tett jövendőbelijére és leendő apósára, Dominicra (Frank Vincent), mert a férfi az esküvő adományokból ivott a lakodalomban. Az esküvőn jelen volt Cynthia férje, Arthur (John Pankow), aki üzletember, de még az ilyen alkalmakkor sem tud felhagyni a munkájával. Arthur és James nincsenek jóban, James ráadásul megsérti és elzavarja, míg Arthurnak nagyon nem tetszik, hogy Joyce okán a felesége épp ennek az alaknak a közelében tartózkodik.
James ezután se hagyott fel szokásaival: házasságuk öt éve alatt továbbra is kábítószerezett, egyik alkalommal kórházba juttatta a feleségét. Nealon nyomozó megkérdezi Cynthiát mikor merült fel Joyce-nál James meggyilkolásának gondolata. Cynthia úgy emlékszik, hogy egyszer a fodrászüzletben dolgoztak, amikor bejött James a kisfiúkkal, akit valami ronggyal pelenkázott be, mivel a gyerekére sem volt gondja. Joyce ráadásul megint terhes, de James abortuszra akarja rábírni a feleségét. Olyan csúnyán veszekednek, hogy James a vendég szeme láttára támad rá a nejére. Cynthia szerint Joyce már szinte poénszámba mondta a különböző fogadkozásait, hogyan öli meg James-t, sőt őt is bele akarta vonni ebbe, azt ígérve, hogy az üzlet tulajdoni jogának felét rá írja. A gyilkosság előtt James követeli Joyce-tól, hogy vegyen cukrot, mert teázni akar a reggelihez. Joyce egy másik kolléganőjével, Cookieval (Kelly Cinnante) megveteti a cukrot, majd amikor az elmegy Cynthia szemeláttára patkánymérget kever a cukorba és elviszi a férjének. Cynthia először nem hiszi el, hogy Joyce képes megmérgezni a férjét, de aztán gyorsan felmegy a reggeliző James-hez, aki még nem rakta bele a mérgezett cukrot a teájába. Cynthia először próbál beszélni James fejével, de nem mondja el, hogy mérget kevert bele Joyce. Joyce fel is telefonál a lakásra, hogy meggyőződjék James tényleg megkapta a cukrot. Cynthia ekkor kiborítja a cukrot, bár James nem neheztel rá, sőt megpróbál kikezdeni felesége barátnőjével, még molesztálja is, de Cynthia dühösen elmegy. Cynthia ezt az eseményt úgy meséli el Woodsék előtt, hogy Joyce nehezményezte, mert megakadályozta Jamest abban, hogy megigya a mérget, mert így megszabadulhattak volna tőle. Woods nyomozónak ezek a szavak azonnal szemet szúrnak, de Cynthia kimagyarázni igyekszik magát.
A végzetes napon Cynthia és Joyce régi szokásukhoz híven a San Gennarro fesztiválra készültek, amire régen is mindig eljártak. Cynthia Arthurt is el akarja hívni, de az hallani sem akar arról, hogy James-szel legyen együtt, igaz James elvileg nem tart Cynthiáékkal. Arthur kiköti neki, hogyha James leissza magát, vagy kábítószerezne, akkor azonnal jöjjön haza. Cynthia örül, hogy együtt lehet barátnőjével, ám amikor beszáll a furgonba kínos meglepetés éri, mert a már jó hangulatban levő James is ott van. Útközben is idétlenkedésekkel piszkálja a két nő, felesége mérgében majdnem neki hajt egy kamionnak a szembejövő sávban, de elkerülik a balesetet…

## Szereplők
| Karakter                  | Színész                            | Magyar hang      |
| ------------------------- | ---------------------------------- | ---------------- |
| Cynthia Kellogg           | Demi Moore                         | Hegyi Barbara    |
| Joyce Urbanski            | Glenne Headly                      | Vándor Éva       |
| James Urbanski            | Bruce Willis                       | Dörner György    |
| Arthur Kellogg            | John Pankow                        | Józsa Imre       |
| John Woods nyomozó        | Harvey Keitel                      | Vass Gábor       |
| Linda Nealon nyomozónő    | Billie Neal                        | Kocsis Mariann   |
| Dominic, Joyce apja       | Frank Vincent                      | Szersén Gyula    |
| Jeanette, Joyce anyja     | Crystal Field                      | Szabó Éva        |
| Gloria, James anyja       | Karen Shallo                       |                  |
| James apja                | David Willis, Sr.                  |                  |
| Rita néni                 | Marianne Leone                     |                  |
| Pat, Cynthia anyja        | Doris McCarthy                     |                  |
| Cynthia apja              | John Descano                       | Cs. Németh Lajos |
| Joey, James testvére      | Christopher Scotellaro             | Zalán János      |
| Lauren, Cynthia testvére  | Star Jasper                        |                  |
| Maria Urbanski            | Julie Garfield                     |                  |
| Jennifer Kellogg 3 évesen | Lindsay Rodio                      |                  |
| Sidney Levitt             | Larry Attile                       | Orosz István     |
| Krishna Kolhatker         | Roger Shamas                       |                  |
| Jurij                     | Leonid Merzon                      |                  |
| Cookie                    | Kelly Cinnante                     | Prókai Annamária |
| Tina                      | Kimberly Comprix                   |                  |
| Candy                     | Anna Marie Wieder                  |                  |
| Seltzer nyomozó           | Thomas Quinn                       |                  |
| Jegyszedő                 | Marc Baron                         |                  |
| Zenekarvezető             | Ron J. Amodea                      |                  |
| Ír kölyök                 | Christopher Peacock                |                  |
| Ír kölyök                 | Bruce Smolanoff                    |                  |
| Rendőrnő                  | Elain R. Graham                    |                  |
| Nyomozó                   | Edward Chip Rogers                 |                  |
| Rendőr                    | James Pecora                       |                  |
| Vendég a szalonban        | Elaine Eldridge                    |                  |
| Cynthia babája            | Brandon Messemer, Richard Messemer |                  |

## Háttér
James Urbanski, a férj szerepe apró volt, egészen addig, amíg Bruce Willis elvállalta a feladatot. Nem számítva a Charlie angyalai – Teljes gázzalt, melyben Willis egy cameo-szerepben tűnik fel, ez az egyetlen film, amiben együtt látható egykori feleségével, Demi Moore-ral.
A filmből nem derül ki, de néhány dolog egyértelműen arra utal, hogy Jimmy családja, az Urbanskik kelet-európai (orosz, vagy ukrán) származásúak. Joyce és Jimmy esküvőjén is a zenekar kelet-európai esküvői mulatóst játszik, Jimmy előszeretettel fogyaszt vodkát, illetve reggelente leginkább teázik, valamint a család néhány szokása is a keleti szláv térségre emlékeztet.